# ویندمر (داکوتای شمالی)
ویندمر(به انگلیسی: Wyndmere) شهری در ایالت داکوتای شمالی کشور ایالات متحده آمریکا است که جمعیت آن در سرشماری سال ۲۰۱۰ میلادی، ۴۲۹ نفر بوده‌است.